# Forsterina cryphoeciformis
Forsterina cryphoeciformis là một loài nhện trong họ Desidae.
Loài này thuộc chi Forsterina. Forsterina cryphoeciformis được miêu tả năm 1908 bởi Eugène Simon.